# Paul Geyer (Romanist)
Paul Geyer (* 12. Juni 1955 in Augsburg) ist ein deutscher Romanist.

## Werdegang
Von 1975 bis 1982 studierte er Romanistik, Germanistik und Philosophie, unterstützt durch ein Stipendium nach dem bayerischen Begabtenförderungsgesetz. Nach der Promotion 1987 und der Habilitation 1995 für Romanische Literaturwissenschaft war er ab 1997 Professor für Romanische Philologie an der Universität zu Köln. Seit 2003 ist er Professor für Romanische Philologie an der Universität Bonn.
Seine Forschungsschwerpunkte sind Subjekttheorie, kritische Kulturtheorie, europäische Gründungsmythen, französische Literatur und Philosophie des 17. bis 20. Jahrhunderts und italienische Renaissance.

## Schriften (Auswahl)
- Walter Buckl, Paul Geyer (Hrsg.): Das 19. Jahrhundert. Aufbruch in die Moderne. Verlag Friedrich Pustet, Regensburg 1996 mit Beiträgen von Roland Hagenbüchle, Wolfgang Frühwald, Alfred Schmidt, Heinz Otto Luthe, Vincent Ziswiler, Bernhard Schleißheimer, Theo Hirsbrunner, Peter Pütz, Franz Rindfleisch und Helmut Koopmann
- Die Entdeckung des modernen Subjekts. Anthropologie von Descartes bis Rousseau. Tübingen 1997, ISBN 3-484-55029-5.
- Modernität wider Willen. Chateaubriands Frühwerk. Frankfurt am Main 1998, ISBN 3-631-31718-2.
- Die französische Klassik. Montaigne, Descartes, La Rochefoucauld, Molière, Racine, Madame de Lafayette. Hildesheim 2017, ISBN 3-487-14911-7.